# Buffalo buffalo Buffalo buffalo buffalo buffalo Buffalo buffalo

Em inglês (+ tradução)
PN = proper noun (substantivo próprio)
N = noun (substantivo)
V = verb (verbo) NP = noun phrase (sintagma nominal)
RC = relative clause (oração relativa) VP = verb phrase (sintagma verbal)
S = sentence (frase)

"Buffalo buffalo Buffalo buffalo buffalo buffalo Buffalo buffalo" é uma frase, em língua inglesa, gramaticalmente correta e que é dada como exemplo de como palavras homónimas e homófonas podem ser utilizadas para criar construções complicadas.
Tem sido discutida na literatura desde 1972, quando a frase foi usada por William J. Rapaport, actualmente professor associado da Universidade de Buffalo.
O correto entendimento da frase se torna possível com o conhecimento dos três significados da palavra Buffalo: 
1. A cidade de Buffalo, no estado de Nova York, EUA;
2. O animal bisão, também conhecido como buffalo na América do Norte (não confundir com o búfalo verdadeiro);
3. O verbo to buffalo, que significa intimidar, incomodar, perturbar.

Assim, a frase traduzida torna-se: 
"Bisões de Buffalo, que bisões de Buffalo intimidam, intimidam bisões de Buffalo".